# Fri hos dej
"Fri hos dej" är en svensk poplåt från 1968 skriven av Patrice Hellberg (text) och Marcus Österdahl (musik). Britt Bergström framförde låten i Melodifestivalen 1968 där den slutade på nionde plats med en poäng.
Bergström släppte låten som singel 1968 på Philips Records. B-sidan "Blå, blå är kärleken" är en cover på den franska låten "L'Amour Est Bleu". "Fri hos dej" tog sig in på Svensktoppens åttonde plats den 26 maj 1968. Den låg därefter ytterligare en vecka på samma placering innan den åkte ut.

## Låtlista
Sida A
1. "Fri hos dej" (text: Patrice Hellberg, musik: Marcus Österdahl)

Sida B
1. "Blå, blå är kärleken" ("L'amour est bleu", A. Popp, svensk text: Bengt Sten)